# ذخیره‌گاه طبیعی سیخوته-آلین
ذخیره‌گاه طبیعی سیخوته-آلین (انگلیسی: Sikhote-Alin Nature Reserve) یک ذخیره‌گاه و منطقه حفاظت شده در سرزمین پریمورسکی کشور روسیه است.